# François Deley
François Deley (Oostende, 27 maart 1956) is een Belgische voormalige zwemmer. Zijn favoriete slagen waren vrije slag, vlinderslag rugslag en wisselslag. Hij nam zowel deel aan de Olympische Spelen als aan de wereldkampioenschappen, maar kon daarbij nooit de finale halen. Hij behaalde achttien Belgische titels.

## Loopbaan
Deley had op elfjarige leeftijd een zwaar ongeval. Hij diende te stoppen met voetballen en als revalidatie werd hem zwemmen aangeraden. Op zijn veertiende begon hij serieus te trainen. Vijf jaar later nam hij als zestienjarige deel aan de Olympische Spelen van Mûnchen. Zowel op de 400 m als op de 1500 m vrije slag werd hij uitgeschakeld in de reeksen. Het jaar nadien nam hij deel aan de wereldkampioenschappen in Belgrado. Hij nam deel aan de 400 m wisselslag en de 1500 m vrije slag.
In 1976 nam hij deel aan de  Olympische Spelen van Montreal. Op de 100 m en 200 m vlinderslag en op de 400 m wisselslag kon hij zich niet plaatsen voor de finale.
Deley speelde ook waterpolo.

## Belangrijkste prestaties
| Jaar | Olympische Spelen                                            | WK langebaan                             | EK langebaan |
| ---- | ------------------------------------------------------------ | ---------------------------------------- | ------------ |
| 1972 | 39e 400m vrije slag 18e 1500m vrije slag                     |                                          |              |
| 1973 |                                                              | 13e 1500m vrije slag 21e 400m wisselslag |              |
| 1976 | DQ 100m vlinderslag 34e 200m vlinderslag 23e 400m wisselslag |                                          |              |

## Belgische kampioenschappen
Langebaan
| Onderdeel         | Jaar                   |
| ----------------- | ---------------------- |
| 400 m vrije slag  | 1972, 1973             |
| 100 m rugslag     | 1976                   |
| 200 m rugslag     | 1976                   |
| 100 m vlinderslag | 1975, 1976, 1978       |
| 200 m vlinderslag | 1974, 1975, 1976       |
| 200 m wisselslag  | 1973, 1975, 1976       |
| 400 m wisselslag  | 1973, 1974, 1975, 1976 |